# Покрівельник (фільм)
«Покрівельник» (англ. Roofman) — майбутня американська кримінальна драма, знята Дереком Сіанфрансом, у ролях Ченнінг Тейтум, Кірстен Данст, Бен Мендельсон, Пітер Дінклейдж, Узо Адуба, Джуно Темпл і Лейкіт Стенфілд.

## Синопсис
Фільм є художній оформленням біографії Джеффрі Манчестера, колишнього офіцера запасу армії США, відомого в народі як «Покрівельник» (англ. Roofman) через його схильність красти з філій McDonald's, проникаючи в їхні приміщення через дах, а також через те, що він уникав затримання поліцією, переховуючись на даху магазину іграшок Toys "R" Us.

## Акторський склад
| Актор           | Роль              |
| --------------- | ----------------- |
| Ченнінг Тейтум  | Джеффрі Манчестер |
| Кірстен Данст   | Лі Вейнскотт      |
| Бен Мендельсон  |                   |
| Пітер Дінклейдж |                   |
| Узо Адуба       |                   |
| Джуно Темпл     |                   |
| Лейкіт Стенфілд |                   |
| Мелоні Діас     |                   |
| Еморі Коен      |                   |
| Тоні Револорі   |                   |

## Виробництво
Проєкт був анонсований у лютому 2024 року, режисером виступив Дерек Сіанфранс за сценарієм, який він написав разом з Кіртом Ганном. Ділан Селлерс і Кріс Паркер продюсуватимуть фільм через продюсерську компанію Limelight разом з Джеймі Патрікофом і Лінетт Хауелл Тейлор. Ченнінг Татум був затверджений на головну роль. Бен Мендельсон і Кірстен Данст приєдналися до акторського складу у вересні 2024 року. У жовтні 2024 року Miramax придбала права на дистрибуцію проєкту, а його материнська компанія Paramount Pictures розповсюджуватиме від її імені в Сполучених Штатах і на деяких міжнародних територіях; до акторського складу також приєдналися Пітер Дінклейдж, Узо Адуба, Джуно Темпл, Лейкіт Стенфілд, Моллі Прайс, Мелоні Діаз, Еморі Коен і Тоні Револорі.
Основні зйомки розпочалися 24 жовтня 2024 року в Гастонії, штат Північна Кароліна, і очікується, що вони завершаться в грудні.

## Випуск
Прем'єра фільму в кінотеатрах США запланована на 3 жовтня 2025 року.